# 禁食禱告
禁食禱告是指在一段特定的期間不食食物（禁食），並且進行禱告，是基督宗教中的一種禱告方式。
在聖經的記載中，有不少禁食禱告例子：例如舊約的哈拿（撒母耳記上1:7）、大衛王（撒母耳記下3:35）等。

## 禁食的方式
1. 一般性：完全不進食，只飲用水或蔬果汁，為期一天至一週
2. 完全禁食：完全不進食，不食不飲
3. 部份禁食：在時間表內有限地進食或是一日一餐
4. 循環式禁食：在特定時間內禁食某一些食物